# Transportgefährdung
Als Transportgefährdung werden im deutschen Strafrecht die durch § 315 (Gefährliche Eingriffe in den Bahn-, Schiffs- und Luftverkehr) und § 315a (Gefährdung des Bahn-, Schiffs- und Luftverkehrs) StGB beschriebenen Taten bezeichnet.

## Schutzzweck
Geschützt werden Leib, Leben und bedeutende Sachwerte im Schienenverkehr, Schiffsverkehr und Luftverkehr. 
§ 315 StGB schützt dabei die Verkehrsanlagen vor Eingriffen von außen, § 315a StGB schützt sie vor unsachgemäßer Handhabung (an sich) Berechtigter.

## Begehungsformen
Die Transportgefährdung kann begangen werden und ist nach § 315 StGB strafbar, wenn
- Verkehrsinfrastruktur zerstört, beschädigt oder beseitigt wird.
- Beförderungsmittel zerstört oder beschädigt werden.
- Hindernisse in die Bahn der Beförderungsmittel eingebracht werden.
- falsche Zeichen oder Signale gegeben werden oder
- ein ähnlicher, ebenso gefährlicher Eingriff in die Regelung des Verkehrs vorgenommen wird.

Die Transportgefährdung kann begangen werden und ist nach § 315a StGB strafbar, wenn
- Beförderungsmittel in fahruntüchtigem Zustand geführt werden – z. B. alkoholisiert.
- ein Verantwortlicher grob pflichtwidrig gegen die der Sicherheit dienenden Rechtsvorschriften verstößt.

Es handelt sich um ein konkretes Gefährdungsdelikt, das heißt die Gesundheit oder das Leben eines anderen Menschen oder eine fremde Sache von bedeutendem Wert muss tatsächlich gefährdet worden sein.

## Strafmaß
Die vorsätzliche Tat wird in den Fällen des § 315 StGB mit Freiheitsstrafe von 6 Monaten bis zu 10 Jahren, in minder schweren Fällen von 3 Monaten bis zu 5 Jahren bestraft. In qualifizierten Fällen wird die Tat mit Freiheitsstrafe von 1 bis zu 15 Jahren, in minder schweren Fällen von 6 Monaten bis zu 5 Jahren bestraft. Ein qualifizierter Fall liegt vor, wenn die Tat in der Absicht begangen wurde, einen Unfall herbeizuführen oder eine andere Straftat zu ermöglichen oder zu verdecken oder wenn durch die Tat eine schwere Gesundheitsschädigung eines anderen Menschen oder eine Gesundheitsschädigung einer großen Zahl von Menschen verursacht wird. Wenn die Gefahr fahrlässig verursacht wird, ist die Strafe Freiheitsstrafe bis zu 5 Jahren oder Geldstrafe, wenn auch der Eingriff selbst nur fahrlässig begangen wurde, Freiheitsstrafe bis zu 2 Jahren oder Geldstrafe.
Die vorsätzliche Begehung des § 315a StGB wird mit Freiheitsstrafe bis zu 5 Jahren oder Geldstrafe bestraft. Wird die Tat fahrlässig begangen, so wird sie mit Freiheitsstrafe bis zu 2 Jahren oder mit Geldstrafe bestraft.